# Carlo Cocchia
Carlo Cocchia (Napoli, 23 novembre 1903 – Napoli, 7 marzo 1993) è stato un architetto, urbanista, pittore e docente universitario italiano.

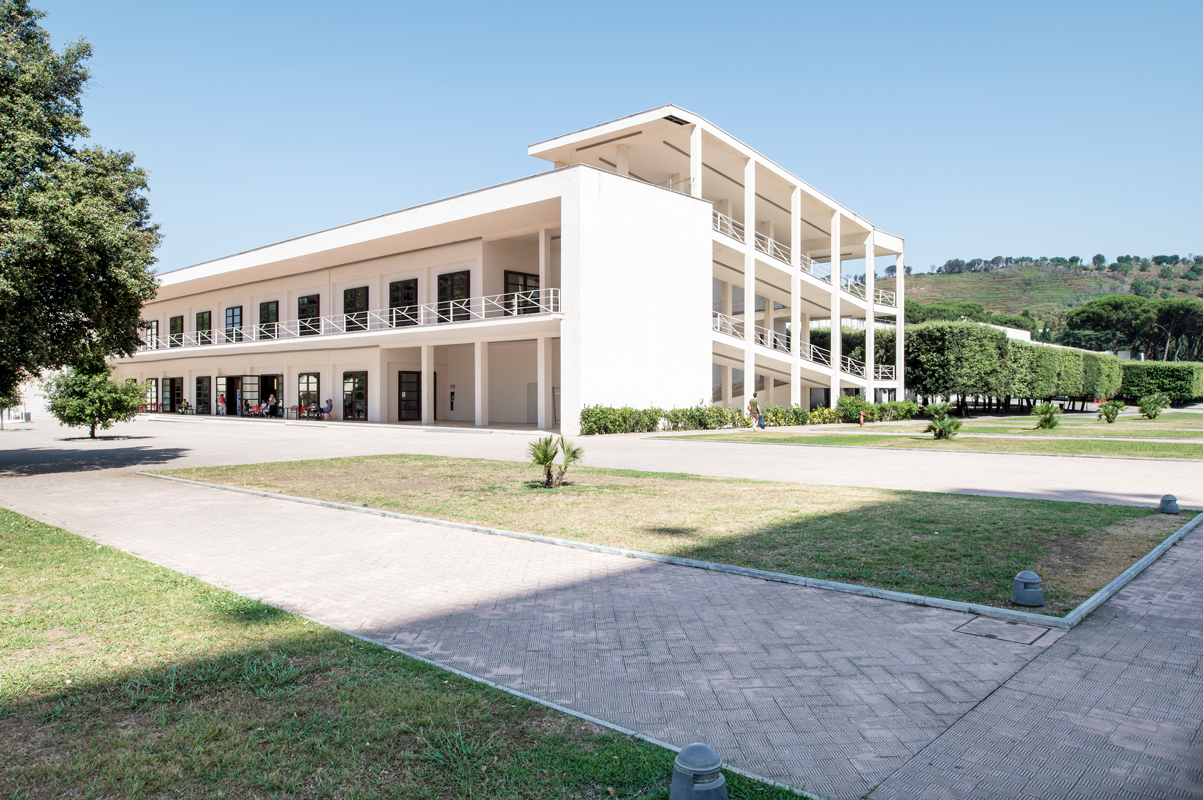
Ristorante con piscina, Mostra d'Oltremare

Considerato uno dei maggiori architetti del razionalismo in Italia, seppe trovare, insieme a Luigi Cosenza, la sponda mediterranea della corrente razionale ponendo le basi di un'alternativa linguistica alle coeve esperienze milanesi e riuscendo a creare un ponte editoriale tra le nuove realizzazioni napoletane e la stampa specializzata ubicata a Milano. I suoi legami con le riviste Domus e Casabella gli consentirono di stringere rapporti con altre illustri personalità dell'architettura moderna italiana come Ignazio Gardella, Bruno Zevi, Marco Zanuso. Il suo lavoro fu ampiamente documentato attraverso l'impiego della fotografia con i servizi di Paolo Monti.

## Biografia

### Gli esordi artistici e professionali

Carlo Cocchia, Variazione seconda dell'idea primitiva, 1934. Museo Napoli Novecento 1910-1980, Napoli.

Architetto dalla formazione poliedrica, fortemente innestata nei percorsi artistici di inizio secolo. A partire dal 1921 esordì nel mondo dell'arte come pittore vicino alle posizioni della seconda ondata del Futurismo e delle tecniche dell'aeropittura. Nel maggio 1928 firmò, sull'isola di Capri, il Manifesto della Pittura Circumvisionista, insieme ad altri prestigiosi protagonisti della pittura futurista napoletana di quel periodo come Guglielmo Peirce e Antonio D'Ambrosio. Per l'occasione i tre firmatari lanciarono una mostra presso il prestigioso albergo Quisisana. Nelle loro intenzioni, come ben descritte nel Manifesto, fu quello di rompere quella tradizione egemonica degli artisti di accademia e dei paesaggisti tradizionali. Questo terremoto fu rapidamente recepito nei principali centri artistici della penisola italiana e in quelli internazionali di Parigi e Bruxelles, l'eco del manifesto circumvisionista attirò inevitabilmente l'interesse del padre del futurismo, Filippo Tommaso Marinetti, che ebbe parole di elogio per il trio costituente, iniziando a stringere rapporti anche con il giovane Cocchia.
La stagione più intensa come pittore e decoratore si concentrò particolarmente in un periodo di circa un quindicennio, nella quale, oltre a studiare come architetto nella Regia Scuola superiore di Architettura dell'università partenopea, si dedicò proficuamente all'attività pittorica con mostre prestigiose come quella della XVII Esposizione internazionale d'arte a Venezia, grazie all'interessamento dei Marinetti al talento del pittore. Contemporaneamente cominciò a collaborare con Giulio Parisio, uno dei più noti pionieri della fotografia italiana di inizio secolo, nel novembre del 1928, i due aprirono in piazza Plebiscito, sotto al colonnato della Basilica di San Francesco di Paola, i locali de La Bottega di decorazione e contemporaneamente si dedicò al progetto editoriale della rivista che si occupava della diffusione delle moderne tendenze.  La sua produzione artistica è andata gran parte dispersa con soli pochi pezzi conservati, attualmente presso il Museo Napoli Novecento. Significativo fu il suo contributo al rinnovamento della grafica editoriale, in particolare con l'edizione del volume Piedigrotta 1924 di chiare reminiscenze futuriste e successivamente, nel 1928, nella copertina dello spettacolo teatrale Tre cuori al Trapezio di Giuseppe Luogo, dove nella composizione d'insieme si nota una precisa adesione agli stilemi dell'aeropittura. Nei primissimi anni Trenta mostrò una precoce versatilità nell'allestimento degli interni nei locali del Circolo Canottieri Napoli, oggi andati persi, e acclamati a gran voce da Marinetti in una visita a Napoli. Poco tempo dopo si occupò degli allestimenti interni del cinema Gloria all'Arenaccia, di cui non resta traccia se non una breve e tarda descrizione dell'autore. Nel 1935 arrivò la sua laurea in architettura.

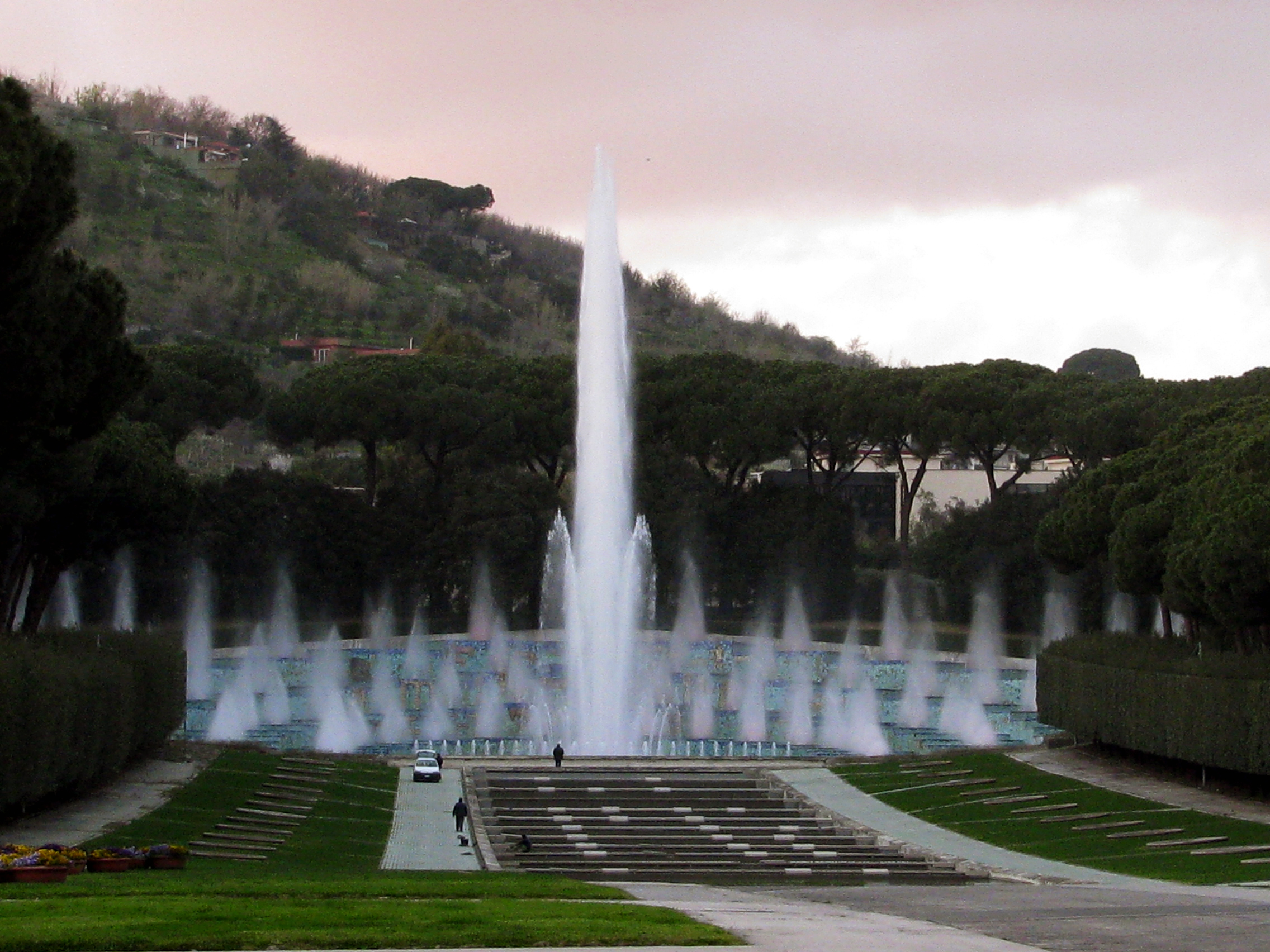
Fontana dell'Esedra, Mostra d'Oltremare, con Luigi Piccinato

Dopo la laurea s'aprì una nuova fase per l'artista che convogliò, con rinnovato entusiasmo, nella sua nuova attività di progettista, affiancando più marginalmente quella artistica. L'interesse di Cocchia s'affacciò immediatamente sul linguaggio a lui più vicino del Razionalismo italiano. Fresco della sua laurea, nel 1936, si distinse alla VI Triennale di Milano vincendo la medaglia di argento per gli allestimenti della libreria, insieme a due grossi nomi dell'architettura napoletana del periodo come Marcello Canino e Ferdinando Chiaromonte. Il suo impegno accademico, presso la Facoltà di Architettura di Napoli, iniziò abbastanza velocemente anche per i suoi trascorsi artistici di rilevanza nazionale ed internazionale. Nel 1937 gli furono affidati i ruoli di professore incaricato di Scenografia e quello di Decorazione. Contemporaneamente fu invitato da Vincenzo Tecchio, all'epoca presidente della Camera di Commercio di Napoli, alla realizzazione della Mostra d'Oltremare. All'interno del complesso fieristico di Fuorigrotta realizzò alcune delle opere più significative del razionalismo italiano a ridosso degli eventi bellici che di li a poco interessarono l'intero Paese. Tra il 1939 e il 1940 vennero progettate e realizzate su suo disegno opere di grande interesse spaziale. Il suo lavoro presso la Mostra, come ebbe a dire Massimo Nunziata, fu così innovativo, in opposizione al linguaggio del regime, proponendo una serie di lavori di chiara matrice razionale che erano connesse al Movimento Moderno europeo. Per l'occasione realizzò il Ristorante con Piscina, la Fontana dell'Esedra - insieme a Luigi Piccinato, l'Acquario tropicale, il Ristorante del Boschetto e le Serre tropicali. Le ultime due opere furono demolite senza alcuna ragione in tempi più recenti, cancellando per sempre alcune delle più significative opere del razionalismo italiano antebellico. Nel frattempo si dedicò alla progettazione e realizzazione della Scuola di Equitazione di Agnano, anch'essa demolita successivamente. L'esperienza della Mostra d'Oltremare produsse, nel 1940, la pubblicazione di un volume sull'architettura del verde e sulle fontane ornamentali. 

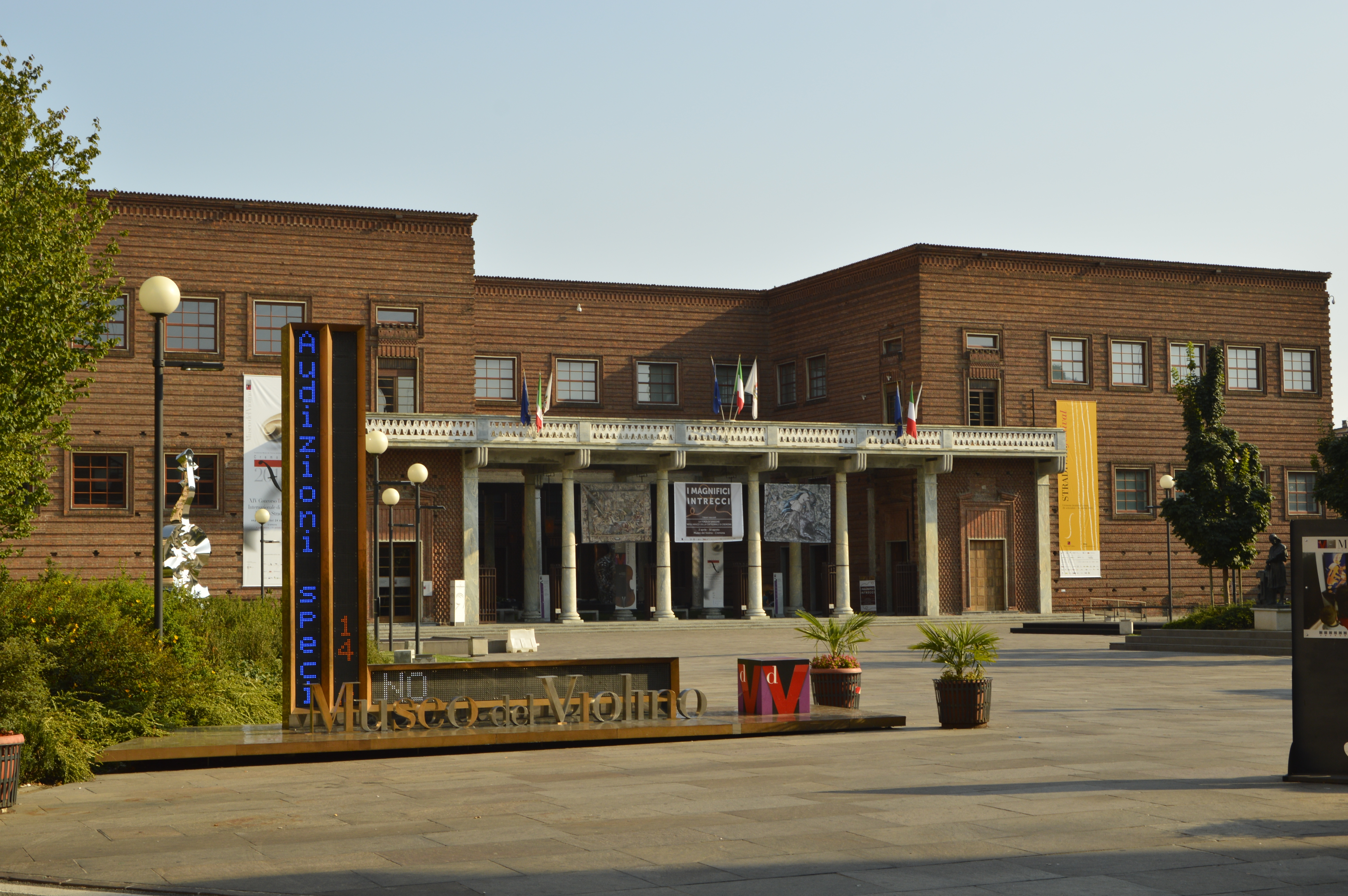
Palazzo dell'Arte, Cremona

Lo scoppio della Seconda guerra mondiale produsse un arresto delle attività edilizie per tutto il Paese, questo periodo fu dedicato alla riflessione su alcuni temi cruciali dell'architettura della ricostruzione edilizia. In questo periodo realizzò, sulla base di un concorso vinto in precedenza, il Palazzo dell'Arte a Cremona. L'edificio, che compositivamente, tradisce parzialmente i canoni del movimento moderno adattandosi alle linee stilistiche novecentiste per quanto riguarda l'aspetto esteriore, mentre gli interni recuperano quel valore contemporaneo delle linee asciutte e calde dei materiali impiegati. In pieno conflitto bellico, nel 1942, ottenne il titolo di libera docenza in Elementi di Composizione. Nello stesso tempo si dedicò alla ricerca sul tema dell'abitazione, in linea con le coeve indagini sul vivere mediterraneo condotto da diversi altri autori. I successivi tre anni furono quelli più significativi per Cocchia, nei primi mesi del 1943 partecipò attivamente al dibattito sul futuro delle città dopo il conflitto bellico, insieme ad architetti di rilievo della scena nazionale come Agnoldomenico Pica, Gian Luigi Banfi, Giuseppe Pagano, Piccinato, Giuseppe Vaccaro, Mario De Renzi e Carlo Mollino. Nella seconda metà dell'anno fu arrestato e deportato in Germania per le sue posizioni antifasciste dopo l'Armistizio di Cassibile. Negli anni della prigionia si dedicò alla ricerca architettonica e al disegno.

### Gli anni della ricostruzione postbellica: tra impegno civile e professionismo rampante

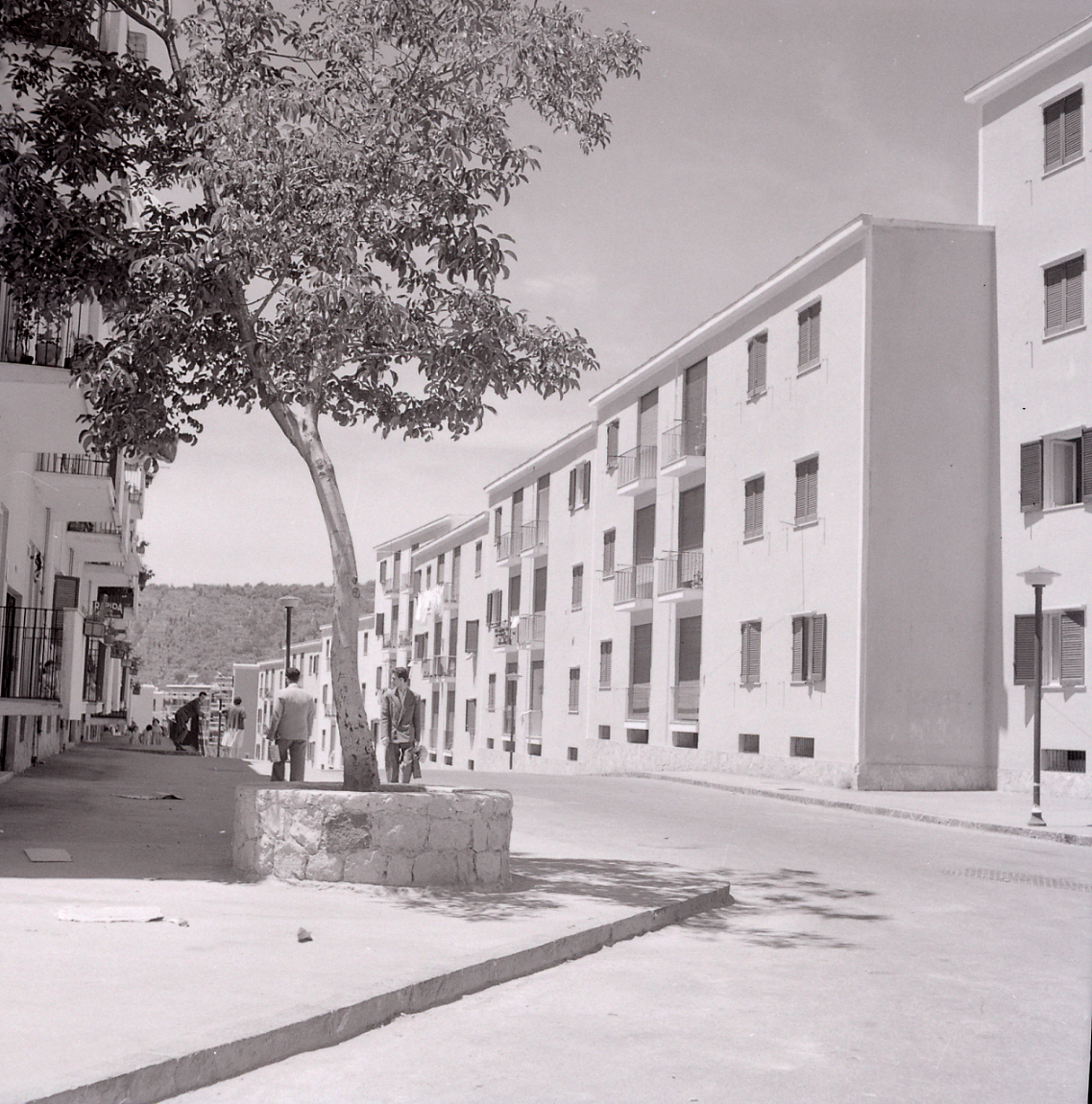
Rione La Loggetta, coordinamento urbanistico Giulio De Luca. Fotografia di Paolo Monti

Negli anni immediatamente successivi alla guerra, Cocchia iniziò ad incrementare il suo interesse verso la ricostruzione urbana devastata dai bombardamenti e dalla conseguente domanda di alloggi per gli sfollati. S'aprì un ricco quindicennio per l'architetto napoletano tra committenze pubbliche, concorsi di progettazione e incarichi privati. Dal 1946 al 1956 fu attivamente coinvolto nelle iniziative dell'Istituto Nazionale di Urbanistica (INU), partecipando come relatore a quattro congressi tenutisi nel 1949, 1952, 1954 e 1956. In questi primissimi anni fu impegnato, come la maggioranza dei professionisti napoletani, alla ricostruzione della Mostra d'Oltremare, sotto la stretta sorveglianza dell'Ingegner Luigi Tocchetti che allora ricopriva la carica di Presidente della Mostra d’Oltremare e del Lavoro Italiano nel Mondo. Al 1958 risaliva la vittoria al concorso nazionale per la sistemazione del Centro Storico di Udine. Contemporaneamente, da esperto di problemi urbanistici, fu convocato nella rosa dei centootto che Achille Lauro chiamò per lo studio e la redazione del PRG che successivamente venne drasticamente respinto dal Ministero dei lavori pubblici per l'atteggiamento ultra speculativo proposto dalla committenza. Intanto fece parte della commissione per il Piano territoriale di coordinamento della Campania, i cui esiti furono pubblicati nel 1962. Rientrò nella commissione per il nuovo PRG del 1962 redatto da Piccinato. 

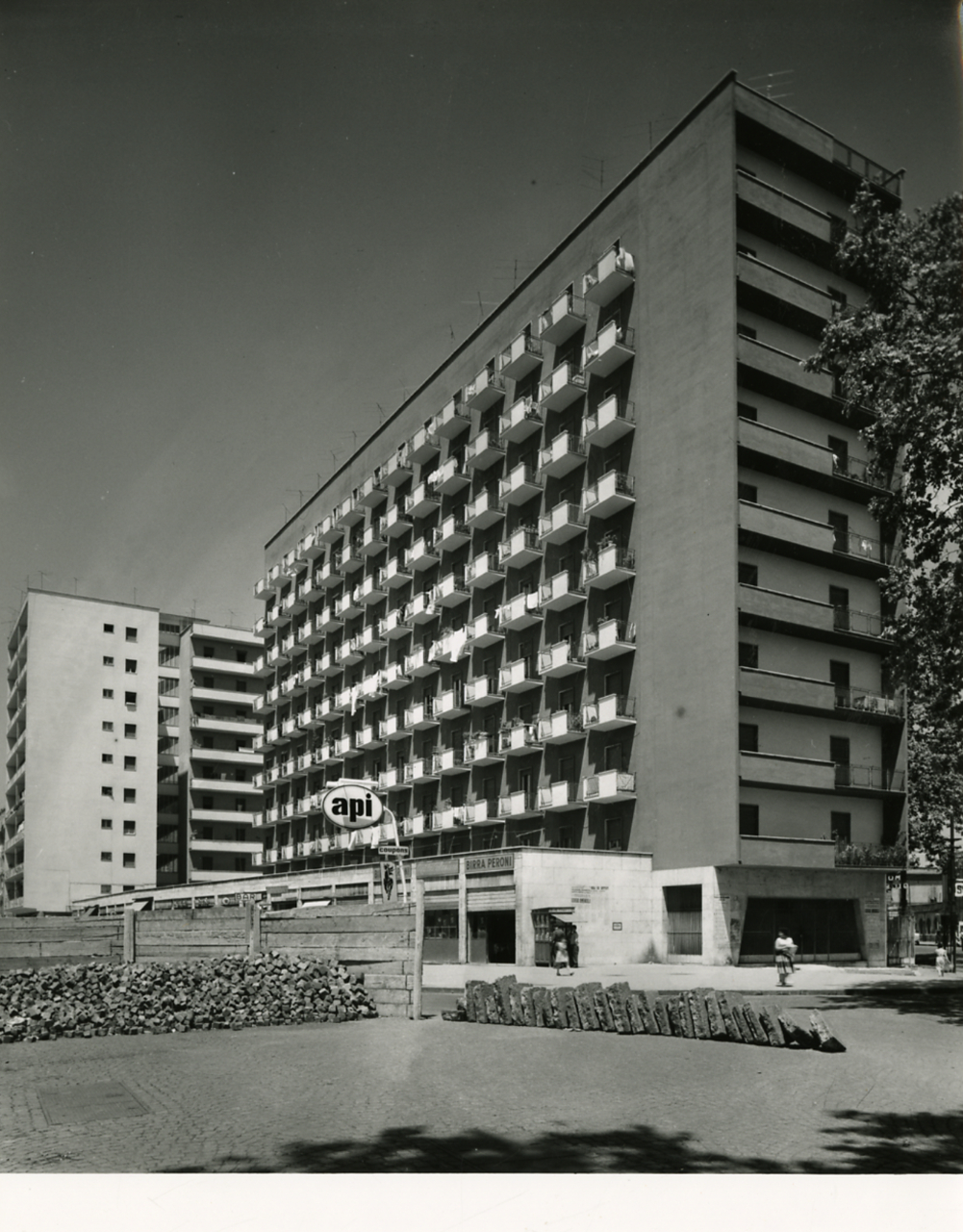
Rione Stella Polare, con Giulio De Luca e Francesco Della Sala. Fotografia di Paolo Monti

Nel 1947 vinse il Gran Premio Partecipazione all'Esposizione Internazionale dell'Urbanistica e dell'Abitazione a Parigi. Uno dei concorsi più rilevanti vinti fu quello per il nuovo stadio comunale nel 1948 e la cui realizzazione impiegò circa un decennio con l'inaugurazione della struttura il 2 dicembre 1959. Al momento dell'apertura al pubblico fu giudicato da Pier Luigi Nervi tra gli stadi più belli del mondo. Contestualmente alle prime realizzazioni post-belliche iniziò ad occuparsi di edilizia residenziale pubblica come segno del suo impegno civile nella ricostruzione del Paese, partecipò ai concorsi banditi sia dall'INA-Casa, sia dall'IACP di Napoli e di altri Istituti provinciali per l'edilizia residenziale pubblica. L'esordio avvenne nel 1946 con il concorso bandito dallo IACP per la realizzazione del Rione Mazzini alla calata Capodichino, il progetto fu curato da un gruppo di professionisti di elevato spessore nel panorama post-bellico come Luigi Cosenza, Francesco Della Sala, Francesco Di Salvo e Giulio De Luca tra i più noti.I progetti realizzati nei primi anni Cinquanta per la legge Fanfani avevano dei dettami esatti sull'organizzazione delle relazioni compositive che seguivano i concetti base del razionalismo mescolati alle ricerche della mediterraneità. Il primo insediamento INA-Casa realizzato a Napoli, il Complesso Parco Azzurro in via Figurelle a Barra. Il progetto si poneva in approccio critico al puro razionalismo proposto da Luigi Cosenza per il vicino rione IACP Massimo D'Azeglio tale da ricevere elogi positivi sulla rivista Domus n.270 del 1952. A questo intervento seguirono nei successivi anni del doppio settennio del piano INA altri interventi di un certo prestigio come il complesso INA-Casa di Bagnoli, in collaborazione con Stefania Filo Speziale, Antonio Scivittaro e Eduardo Vittoria, nel 1956 si occupò del lotto Ovest del rione La Loggetta, il cui progetto urbanistico fu curato da Giulio De Luca, e infine, tra il 1957 e il 1960 progettò e realizzò il Quartiere INA di Secondigliano insieme a Michele Capobianco, Davide Pacanowski, Steno Paciello, Giuseppe Nicolosi. Contemporaneamente alle esperienze condotte in seno al piano INA, realizzò per lo IACP altri quartieri di notevole qualità costruttiva. Nel 1951 progettò residenze popolari per il comune di Nardò, a queste seguì il Rione Stella Polare in Via Nuova Marina insieme a De Luca e Francesco Della Sala e alla fine del decennio partecipò in gruppo alla stesura del progetto per il Rione Traiano, coordinato da Marcello Canino. Negli anni Cinquanta partecipò a due concorsi di progettazione di rilevanza nazionale, il primo fu quello per la nuova Stazione di Napoli Centrale il cui esito finale fu la fusione dei progetti vincitori, mentre il secondo, bandito dalla Cassa del Mezzogiorno, per il nuovo complesso termale di Castellammare di Stabia in località Solaro. Il progetto delle Terme, piuttosto ambizioso, vide la partecipazione di Gerardo Mazziotti - già collaboratore al progetto dello Stadio Comunale di Napoli, Marialfredo Sbriziolo e Franco Jossa. 

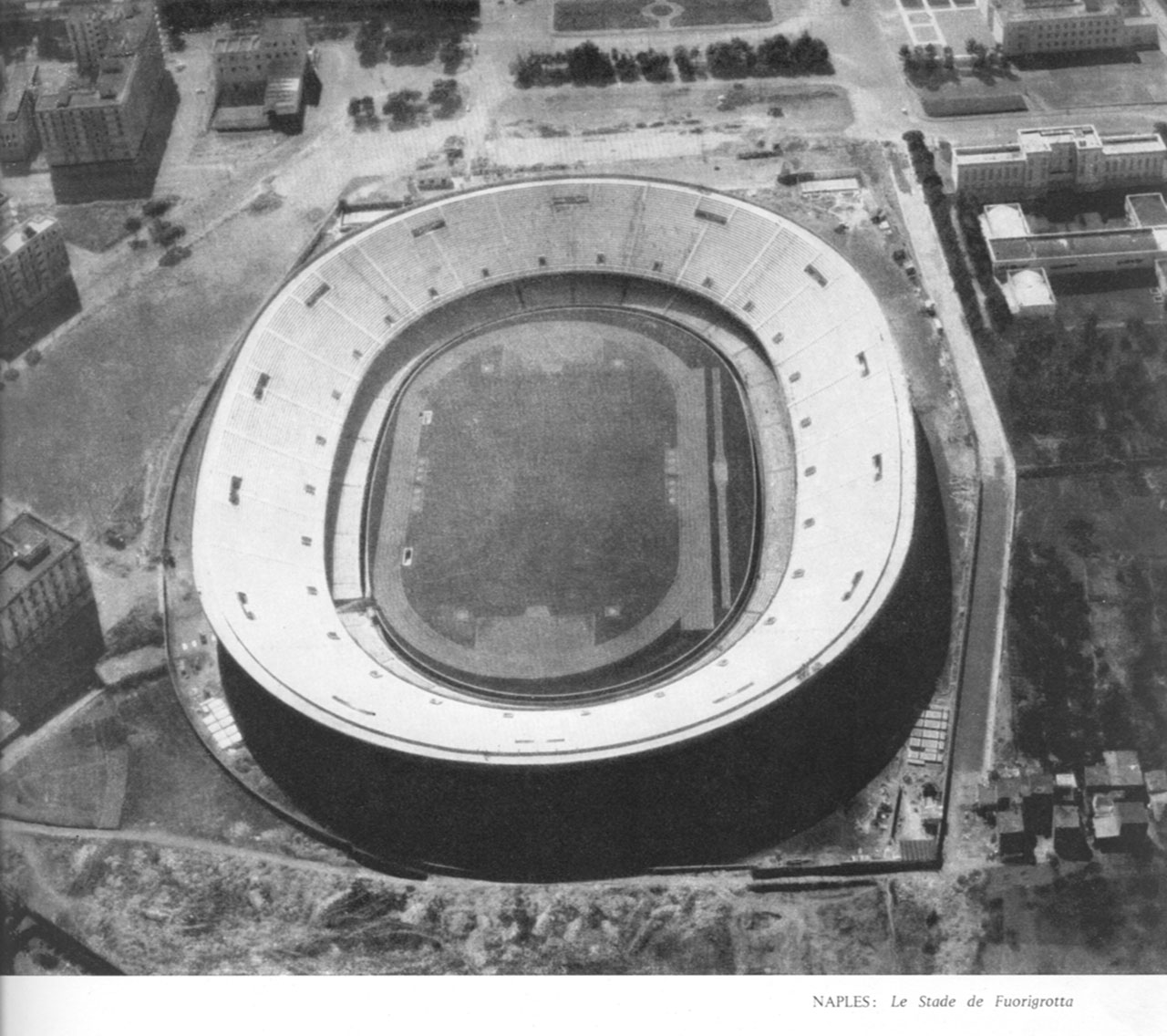
Stadio San Paolo a lavori ultimati

Sul fronte dell'impegno civico è da segnalare la sua collaborazione alla rivista L'architettura. Cronache e storia di Bruno Zevi diventando pubblicista fisso dal 1955, anno di fondazione della rivista, al 1960. Proprio in questi anni avviene una maturazione linguistica dell'architetto in seno al linguaggio organico, aspetto legato anche dallo studio dell'architettura statunitense e in particolare quella di Richard Neutra con il quale ebbe una certa fascinazione sul lavoro di Cocchia. Questa transizione dal razionalismo all'organicismo si può intravedere in due lavori fondamentali del percorso professionale, la Centrale idroelettrica sul Volturno e Casa Santamaria a Vettica Minore. Le due opere realizzate a distanza di tre anni, la centrale elettrica è datata al 1953 e la casa in costiera al 1956. La centrale elettrica è caratterizzata dall'impiego di forme geometriche ben definite e sapientemente contestualizzate nell'ambiente, mentre la casa in costiera attraverso un intelligente lavoro di spezzettamento del volume che segue la naturale conformazione del terreno regalando alla composizione volumetrica un elevato grado di libertà tipica dell'architettura organica. 
All'impegno civile e alla ricerca di nuove forme espressive si affiancava la posizione di professionista calato nella realtà della ricostruzione che spesso produceva anche opere architettoniche di valore piuttosto modesto e piegate alle dinamiche della feroce speculazione edilizia della stagione laurina e post-laurina. Il portfolio di committenze private e pubbliche in seno alla ricostruzione di intere porzioni della città attraverso lottizzazioni al limite del consentito dalle norme urbanistiche vigenti al tempo fu abbastanza vasto. Si segnalano in questa parentesi professionale la palazzina al Parco Flora, nel 1953, un edificio in Via Petrarca nel 1955 dall'interessante linea dei terrazzini spezzati. L'anno successivo si occupò della lottizzazione de tratto terminale di via Francesco Cilea al Vomero con cinque edifici realizzati tra il 1956 e il 1962 per conto della Società pel Risanamento; di un edificio privato a destinazione residenziale in via Filippo Palizzi nel 1958. Nel 1959 progettò e realizzò l'edificio a torre di via Francesco Giordani, all'interno della lottizzazione controversa del cosiddetto Drizzagno. Lo stabile fu commissionato dall'impresa Brancaccio su un lotto che precedentemente Cocchia espresse parere contrario.  Non mancarono occasioni di edilizia privata dove la sua creatività si espresse con alte vette, come Villa Lydia in via Petrarca e la Casa di Cura Villa del Sole, entrambe pregevoli esempi di razionalismo mediterraneo. 

### Gli anni Sessanta e Settanta, la conclusione dell'attività professionale

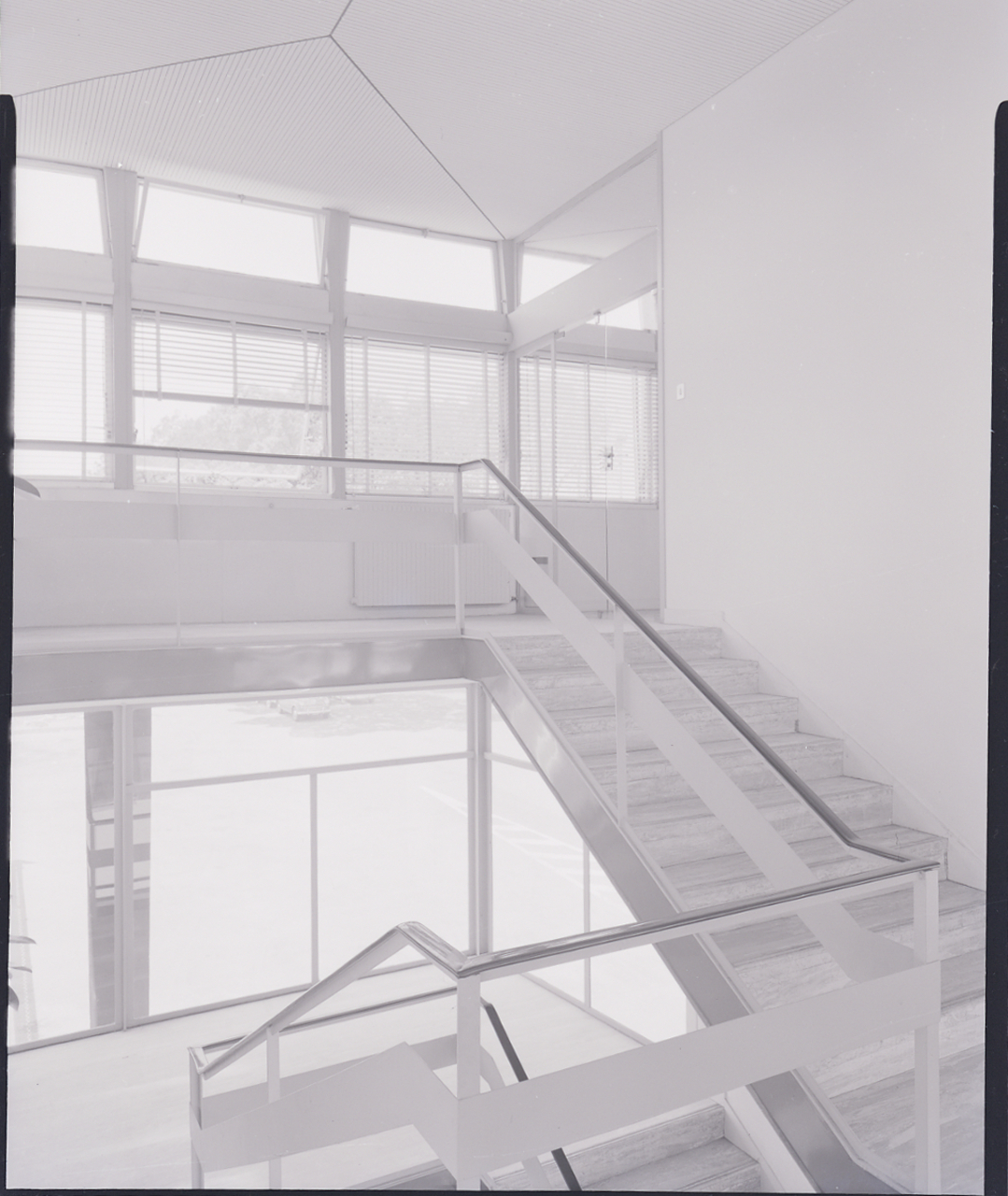
Scala interna dell'ex Centro di Calcolo del Banco di Napoli. Fotografia di Paolo Monti

Gli anni Sessanta iniziarono con la prestigiosa consulenza al Banco di Napoli, progettando il Centro di Calcolo elettronico del Banco. L'edificio rappresenta uno dei più riusciti esempi di architettura destinata al terziario avanzato. L'impiego delle strutture in acciaio in Italia era abbastanza ridotto per i costi di produzione dei semilavorati impiegati nell'edilizia preferendo di gran lunga il calcestruzzo armato come tecnica costruttiva e per la semplicità che questo aveva in fase di modellazione, cosa più complessa con gli acciai. Alla definizione strutturale parteciparono gli ingegneri Adolfo Spada e Renato Sparacio. L'edificio segnò anche una tendenza che nel Paese cercava di superare le istanze razionaliste in direzione dei linguaggi di derivazione tecnica e tecnologica. L'adozione di tompagnature trasparenti e semi-trasparenti per tutto il perimetro lo rende un precursore degli atteggiamenti stilistici dell'architettura high-tech del decennio successivo. Inoltre le soluzioni trovate, in accordo con strutturisti ed impiantisti, per massimizzare la resa statica e impiantistica sfruttando il meno volume possibile per il dimensionamento delle opere strutturali e di alloggiamento degli collettori si optò per l'impiego di travi reticolari, irrigidite all'estradosso da una soletta in cemento armato. Questo espediente consentì la possibilità di far alloggiare il fascio di impianti lungo gli ampi saloni del centro di calcolo.  Per l'Ente Autonomo Volturno progettò una seconda centrale idroelettrica sul Volturno, nei pressi del Ponte Annibale a Capua e al contempo lo stazionamento SEPSA ad Ischia. 

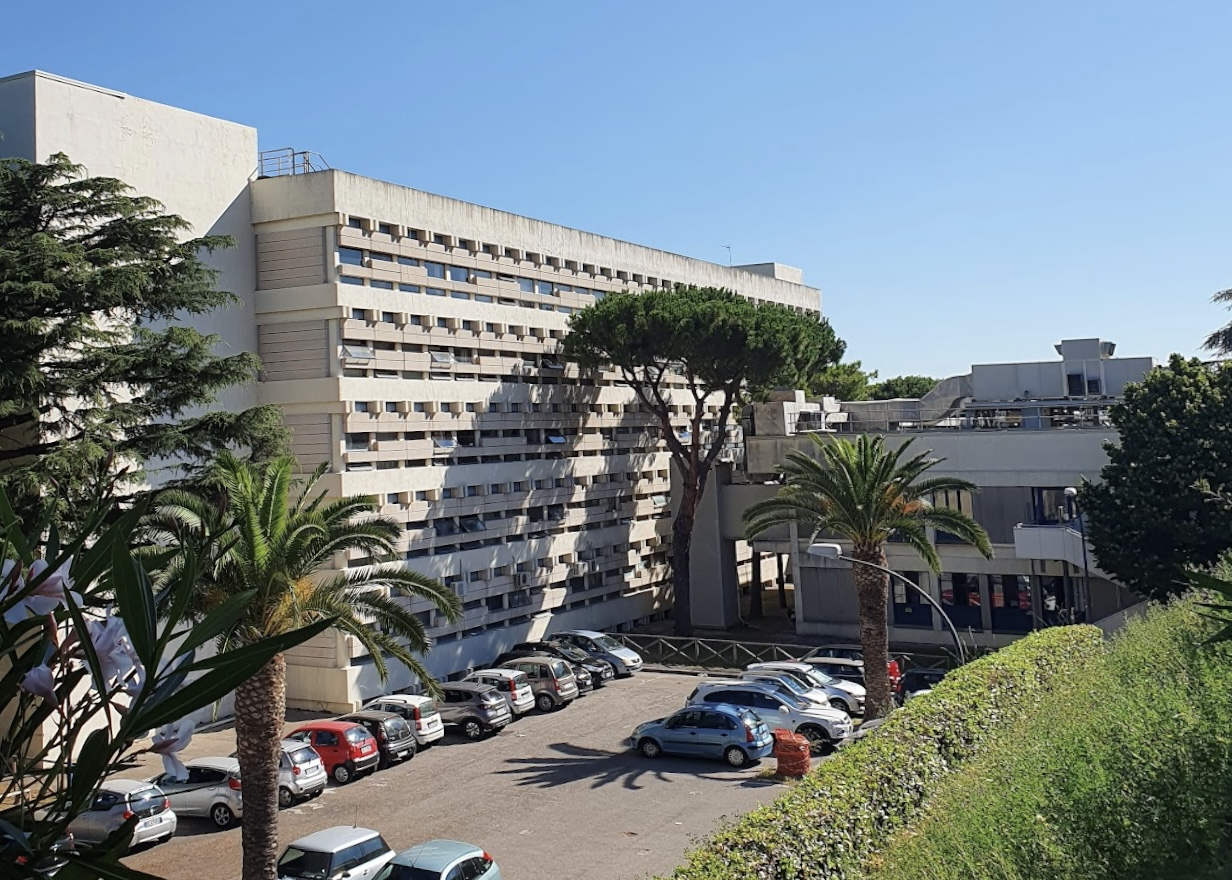
Policlinico nuovo, Napoli. Veduta di una delle cliniche

Dopo la commessa per il Banco di Napoli, nel 1962, divenne consulente tecnico per la Banca d'Italia per un quindicennio. Nel successivo anno ricoprì incarichi per Il comitato di collegamento degli architetti del mercato comune, restando componente fino al 1966, contemporaneamente assunse ruolo nel consiglio di Amministrazione della Società pel Risanamento, restandoci fino al 1985, e divenne, nel frattempo, accademico corrispondente di San Luca.  Nel 1963 vinse il concorso nazionale per il nuovo Policlinico di Napoli, in un suolo compreso tra i nosocomi del Cardarelli e del Cotugno. L'opera, pregevole esempio di edilizia ospedaliera, estesa su una superficie di oltre quattrocentomila metri quadri con ventuno cliniche immerse completamente nel verde e dialoganti con il paesaggio collinare circostante attraverso terrazzamenti e balze anche al di sotto del livello stradale. La sperimentazione linguistica di Cocchia si espanse in direzione del brutalismo con la definizione di lunghe stecche che ospitano i singoli dipartimenti, le facciate trattate secondo una disposizione modulare delle strutture portanti in cemento armato le cui testate sono completamente chiuse da setti strutturali che ospitano i collegamenti ai piani superiori e tagliate negli angoli da sottili asole verticali per tutta la lunghezza che illuminano le scale. I singoli edifici sono connessi tra loro, a due a due o a tre a tre, attraverso dei lunghi corridoi in cemento sopraelevati dal piano di campagna e anche a strutture ausiliarie di servizio più basse che ospitano ambulatori diurni, laboratori, cappelle religiose e aule universitarie del Dipartimento di Medicina della Federico II. L'intero complesso fu inaugurato solamente nel 1971 e i disegni di concorso sono ancora tutt'oggi conservati al Palazzo Latilla ed esposti lungo i corridoi del Dipartimento di Architettura dello stesso ateneo. 
Dal 1964 fu componente del Comitato Nazionale Consulenza Scienze Ingegneria ed Architettura del Consiglio Nazionale delle Ricerche, ruolo che occupò fino al 1968. La collaborazione con la Banca d'Italia condusse alla progettazione, sempre nel 1964, del Centro elettronico della Banca d'Italia a Roma, insieme a Marcello de Gaetani. L'edificio, caratterizzato dalla sua limitata altezza, si estende in un lotto curato a verde, dove i singoli corpi di fabbrica connessi da lunghi corridoi vetrati che affacciano su porzioni di giardino. L'approccio è analogo a quello del centro elettronico di Napoli, con l'impiego di strutture modulari prefabbricate facilmente componibili tra loro e dialoganti delicatamente con la natura che circonda il complesso. Nel 1966, ad Agnano, progettò l'albergo San Germano e a Roma la sede, non realizzata, della Banca d'Italia in Via dei Serpenti. Alla fine del decennio partecipò al concorso nazionale per il Padiglione Italiano per l'Expo 1970, vincendo ex aequo il secondo posto e divenne consulente tecnico della Libera università di Pescara. Divenne, nel 1970, accademico di San Luca. Nel decennio successivo progettò le sedi di Grosseto e di Sassari della Banca d'Italia. Elaborò un'idea anche per quella di Siena, ma non venne realizzata. Nell'ultima parte della sua vita l'attività professionale si diradò progressivamente, lasciando campo aperto al figlio Fabrizio Cocchia. 
Negli anni Ottanta una serie di infauste coincidenze cancellarono per sempre le opere giovanili dell'architetto alla Mostra d'Oltremare e ad Agnano. Furono demolite, per cause ignote, le moderne serre botaniche e il ristorante del boschetto e infine la scuola di equitazione, sua opera prima. Inoltre per l'adeguamento degli impianti sportivi per il Campionato mondiale di calcio 1990, lo Stadio San Paolo fu completamente ristrutturato su progetto del figlio Fabrizio e dal punto di vista strutturale dall'ingegnere Luigi Corradi che aggiunse il terzo anello in carpenteria metallica snaturando completamente il disegno a scodella originario. 

### Attività accademica

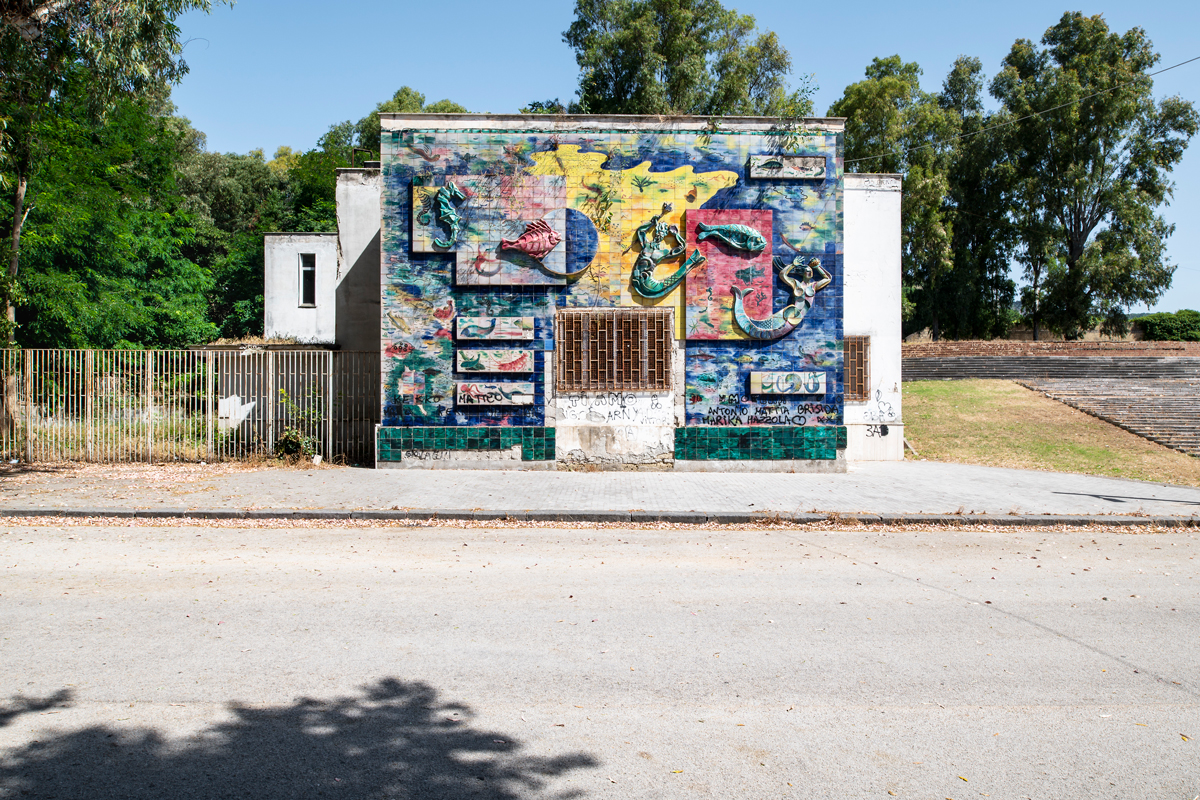
Facciata dell'ex Acquario tropicale presso la Mostra d'Oltremare, le maioliche furono realizzate da Paolo Ricci. Attualmente abbandonato.

Dopo il conseguimento del titolo di libera docenza l'attività accademica subì un arresto per gli eventi bellici. Riprese contatti con l'Università napoletana dal 1950 con la nomina di Professore incaricato di Elementi di Composizione architettonica, incarico mantenuto fino al 1962. La sinergia tra l'attività di progettazione e di cantiere con quella didattica caratterizzò notevolmente l'impostazione non ortodossa dell'insegnamento della composizione basata completamente sulla ricerca metodologica e critica sulle soluzioni da adottare. Il suo approccio quindi era voltato al rifiuto dell'astrattismo accademico. Significativi per la sua esperienza di docente furono gli anni milanesi al Politecnico. Il suo metodo rivoluzionò l'apprendimento degli studenti portandoli a diretto contatto con il mondo della produzione e del lavoro. A Milano chiamo a se assistenti come Cesare Blasi e Giorgio Morpurgo per coadiuvare la propria attività di docente. Il suo corso era articolato in due fasi, una di conoscenza dell'architettura moderna e delle sue complessità e una seconda di progettazione dell'intervento che attinge dalle esperienze reali di problemi sociali e culturali della contemporaneità. Tra i suoi allievi del corso milanese si annovera Renzo Piano. 
Dopo l'esperienza al Politecnico ritornò a Napoli come docente ordinario di Elementi di architettura, cattedra che tenne fino al 1967 per poi passare, nel medesimo anno, alla docenza ordinaria in Composizione architettonica e di Direttore dello stesso istituto accademico fino al 1974. Contemporaneamente assunse incarico direttore dell'Istituto di Urbanistica fino al 1976. Fu messo, all'età di settantuno anni, come docente fuori ruolo e confermato come Direttore dell'istituto di Composizione per una seconda volta fino al 1979, anno in cui divenne professore emerito. Sotto la sua docenza si formarono diversi architetti napoletani di rilievo come Gerardo Mazziotti, Marialfredo Sbriziolo, Nicola Pagliara, Massimo Pica Ciamarra.